# Wes Craven
Wesley Earl Craven (Cleveland, Ohio, 2 d'agost de 1939 - Los Angeles, 30 d'agost de 2015) va ser un guionista i director de cinema estatunidenc, conegut per ser el creador de nombroses pel·lícules de terror, destacant-ne sagues com Scream o Malson a Elm Street.
Era fill de pares baptistes. Wes es graduà en literatura i psicologia al Wheaton College d'Illinois, i va obtenir-ne un màster als seminaris de literatura a la Universitat Johns Hopkins. Abans d'iniciar la seva relació amb la indústria del cinema com a editor de so fou professor d'anglès i humanitats en instituts d'ensenyament mitjà.
Gran part de l'obra de Craven comparteix l'exploració de la natura de la realitat. Per exemple, a Malson a Elm Street es tracten les conseqüències dels somnis a la vida real; a The Serpent and the Rainbow es retrata a un home que no pot distingir entre la realitat i una sèrie de visions; a Scream els personatges fan referència a pel·lícules de terror similars a les situacions que ells viuen; etc.

## Filmografia
Filmografia
Director
- L'última casa de l'esquerra (The Last House on the Left) (1972)
- The Hills Have Eyes (1977)
- Les dues cares de Júlia (1978)
- Deadly Blessing (1981)
- El monstre del pantà (1982)
- Malson a Elm Street (1984)
- The Hills Have Eyes Part II (1985)
- Amiga mortal (Deadly Friend) (1986)
- The Serpent and the Rainbow (1987)
- Shocker (1989)
- El soterani de la por (1991)
- El nou malson (1994)
- Vampire in Brooklyn (1995)
- Scream (1996)
- Scream 2 (1997)
- Music of the Heart (1999)
- Scream 3 (2000)
- Cursed (2005)
- Red Eye (2005)
- Scream 4
- 25/8 (2009)
- A Nightmare on Elm Street (2010)
- My Soul to Take (2010)

Productor
- Together (1971)
- Kent State (1981)
- A Nightmare on Elm STreet 3: Dream Warriors (1987)
- The People Next Door (1989)
- Shocker (1989)
- Night Visions (1990)
- The People Under the Stairs (1991)
- Nightmare Cafe (1992)
- Laurel Canyon (1993)
- Wes Craven's New Nightmare (1994)
- Mind Ripper (1995)
- El senyor dels desitjos (Wishmaster) (1997)
- Holleyweird (1998)
- Carnival of Souls (1998)
- Don't Look Down (1998)
- Dracula 2000 (2000)
- They Shoot Divas, Don't They (2002)
- Feast (2005)
- Els turons tenen ulls (The Hills Have Eyes) (2006)
- The Breed (2006)
- The Hills Have Eyes Part II (2007)
- The Last House on the Left (2009)
- Scream 4 (2011)
- Coroner at the Randalls (cameo) (2011)
- Scream (2015)
- The Girl in the Photographs (2015)

Actor
- Bosses de cadàvers (Body Bags) (1993)
- Wes Craven's New Nightmare (1994)
- Jay and Silent Bob Strike Back (2001)
- Inside Deep Throat (2005)
- The Tripper (2007)
- Diary of the Dead (2008)
- Castle (cameo) (2013)
- Scream (2015)